# دوكي-دوكي
دوكي-دوكي (بالإنجليزية: Doki-Doki)‏، هي فيلم ياباني قصير أنتج عام 2003 م.

## وصلات خارجية
- Official Doki-Doki Website
- دوكي-دوكي على موقع IMDb (الإنجليزية)
- دوكي-دوكي على موقع أول موفي (الإنجليزية)
- دوكي-دوكي على موقع قاعدة بيانات الفيلم (الإنجليزية)
- دوكي-دوكي على موقع ليتربوكسد (الإنجليزية)
- دوكي-دوكي على موقع كينوبويسك (الروسية)
- Doki-Doki on Independent Lens
- The Central Plaza - Behind the Scenes of Doki-Doki
- Review of Doki-Doki at eMovieCritic
- Doki-Doki at KCET'S 2003 Festival of Student Film